# Natural Disaster
Natural Disaster ist ein Lied des niederländischen DJs Laidback Luke und des britischen Rappers Example aus Examples drittem Studioalbum Playing in the Shadows, wo es die vierte Single war. Es wurde in der Version mit Example erstmals am 4. September 2011 als Teil des Ministry of Sound-Samplers Ibiza Annual 2011 veröffentlicht (und sollte in dieser Fassung auch auf weiteren Samplern wie der Clubbers Guide Spring 2011, der Running Trax Gold, der australischen Version der Running Trax Summer 2012 und nicht zuletzt der The Annual 2012 sowohl auf der deutschen als auf der britischen Version, landen). Schon vorher allerdings war eine Instrumentalversion ohne Examples Gesang aufgenommen worden, die auf der Euphoria 2011 zu finden ist.
Der bekannteste Remix stammt von Dubstep-Produzent Skream und erschien auf dem Clubbers Guide to Festivals 2012. Weitere Remixe stammen von Andy C und Benny Benassi.

## Musik
Ursprünglich war Natural Disaster als Instrumentalstück veröffentlicht worden und ist stark von Trancemusik beeinflusst.
In der Version von Example ähnelt er den anderen bekannten Songs des Künstlers, u. a. Kickstarts, Changed the Way You Kiss Me und Stay Awake, geprägt von einem ungewöhnlich langen Refrain sowie einem kurzen, aber intensiven Instrumentalteil nach diesem (ähnlich wie in Changed the Way You Kiss Me) und einem Rapteil zur Mitte des Lieds. Textlich handelt er davon, sich nicht von etwas trennen zu können, obwohl es ihm zu schaden scheint („and even though I don’t need you, you’re clearly the best thing that happened to me, we should be happy ever after, happiness and laughter, what a natural disaster“).

## Musikvideo
Das offizielle Musikvideo zu Midnight Run wurde erstmals am 16. September 2011 auf YouTube veröffentlicht. Das Video zeigt einen 14-jährigen Jungen, der nach einem Streit mit seinen Eltern auf die Straße rennt und einen Mann entdeckt, der ihm einen USB-Stick mit Musik verkauft. Der Teenager rennt zurück zu seinem Zimmer, schließt den Stick an sein Notebook an und dreht dort die Musik laut auf, die ihn sofort in einen tranceartigen Zustand versetzt. Seine Eltern hören die laute Musik ebenfalls und nehmen ihm während des Rap-Teils das Notebook samt Stick weg. Der Junge geht wieder hinaus und bittet den Mann um einen neuen Stick, was dieser jedoch verneint (er scheint über keinen weiteren mehr zu verfügen). Der Junge ist verzweifelt und bricht vor einer Disco in Tränen zusammen, wo allerdings zufällig Example und Laidback Luke ihr Lied spielen. Sofort betritt er das Konzert und feiert mit, womit sein Wunsch erfüllt ist.

### Charts
Die Single erreichte Platz 37 in Großbritannien.